# AFI's 100 Years... 100 Passions
L'AFI's 100 Years... 100 Passions è una lista che fa parte delle AFI 100 Years... series, stilate annualmente dall'American Film Institute dal 1998, che comprende i cento migliori film sentimentali del cinema statunitense.
È stata resa pubblica l'11 giugno 2002 in uno special televisivo della CBS presentato da Candice Bergen.
I registi più presenti sono William Wyler e George Cukor, con quattro titoli ciascuno. Gli attori più presenti sono Katharine Hepburn e Cary Grant con sei titoli, seguiti da Audrey Hepburn, con cinque.

## La lista
1. Casablanca, regia di Michael Curtiz (1942)
2. Via col vento (Gone with the Wind), regia di Victor Fleming (1939)
3. West Side Story, regia di Jerome Robbins, Robert Wise (1961)
4. Vacanze romane (Roman Holiday), regia di William Wyler (1953)
5. Un amore splendido (An Affair to Remember), regia di Leo McCarey (1957)
6. Come eravamo (The Way We Were), regia di Sydney Pollack (1973)
7. Il dottor Živago (Doctor Zhivago), regia di David Lean (1965)
8. La vita è meravigliosa (It's a Wonderful Life), regia di Frank Capra (1946)
9. Love Story, regia di Arthur Hiller (1970)
10. Luci della città (City Lights), regia di Charlie Chaplin (1931)
11. Io e Annie (Annie Hall), regia di Woody Allen (1977)
12. My Fair Lady, regia di George Cukor (1964)
13. La mia Africa (Out of Africa), regia di Sydney Pollack (1985)
14. La regina d'Africa (The African Queen), regia di John Huston (1951)
15. La voce nella tempesta (Wuthering Heights), regia di William Wyler (1939)
16. Cantando sotto la pioggia (Singin' in the Rain), regia di Stanley Donen, Gene Kelly (1952)
17. Stregata dalla luna (Moonstruck), regia di Norman Jewison (1987)
18. La donna che visse due volte (Vertigo), regia di Alfred Hitchcock (1958)
19. Ghost - Fantasma (Ghost), regia di Jerry Zucker (1990)
20. Da qui all'eternità (From Here to Eternity), regia di Fred Zinnemann (1953)
21. Pretty Woman, regia di Garry Marshall (1990)
22. Sul lago dorato (On Golden Pond), regia di Mark Rydell (1981)
23. Perdutamente tua (Now, Voyager), regia di Irving Rapper (1942)
24. King Kong, regia di Merian C. Cooper, Ernest B. Schoedsack (1933)
25. Harry, ti presento Sally... (When Harry Met Sally...), regia di Rob Reiner (1989)
26. Lady Eva (The Lady Eve), regia di Preston Sturges (1941)
27. Tutti insieme appassionatamente (The Sound of Music), regia di Robert Wise (1965)
28. Scrivimi fermo posta (The Shop Around the Corner), regia di Ernst Lubitsch (1940)
29. Ufficiale e gentiluomo (An Officer and a Gentleman), regia di Taylor Hackford (1982)
30. Follie d'inverno (Swing Time), regia di George Stevens (1936)
31. Il re ed io (The King and I), regia di Walter Lang (1956)
32. Tramonto (Dark Victory), regia di Edmund Goulding (1939)
33. Margherita Gauthier (Camille), regia di George Cukor (1936)
34. La bella e la bestia (Beauty and the Beast), regia di Gary Trousdale, Kirk Wise (1991)
35. Gigi, regia di Vincente Minnelli (1958)
36. Prigionieri del passato (Random Harvest), regia di Mervyn LeRoy (1942)
37. Titanic, regia di James Cameron (1997)
38. Accadde una notte (It Happened One Night), regia di Frank Capra (1934)
39. Un americano a Parigi (An American in Paris), regia di Vincente Minnelli (1951)
40. Ninotchka, regia di Ernst Lubitsch (1939)
41. Funny Girl, regia di William Wyler (1968)
42. Anna Karenina, regia di Clarence Brown (1935)
43. È nata una stella (A Star Is Born), regia di George Cukor (1954)
44. Scandalo a Filadelfia (The Philadelphia Story), regia di George Cukor (1940)
45. Insonnia d'amore (Sleepless in Seattle), regia di Nora Ephron (1993)
46. Caccia al ladro (To Catch a Thief), regia di Alfred Hitchcock (1955)
47. Splendore nell'erba (Splendor in the Grass), regia di Elia Kazan (1961)
48. Ultimo tango a Parigi (Last Tango in Paris), regia di Bernardo Bertolucci (1972)
49. Il postino suona sempre due volte (The Postman Always Rings Twice), regia di Tay Garnett (1946)
50. Shakespeare in Love, regia di John Madden (1998)
51. Susanna! (Bringing Up Baby), regia di Howard Hawks (1938)
52. Il laureato (The Graduate), regia di Mike Nichols (1967)
53. Un posto al sole (A Place in the Sun), regia di George Stevens (1951)
54. Sabrina, regia di Billy Wilder (1954)
55. Reds, regia di Warren Beatty (1981)
56. Il paziente inglese (The English Patient), regia di Anthony Minghella (1996)
57. Due per la strada (Two for the Road), regia di Stanley Donen (1967)
58. Indovina chi viene a cena? (Guess Who's Coming to Dinner), regia di Stanley Kramer (1967)
59. Picnic, regia di Joshua Logan (1955)
60. Acque del sud (To Have and Have Not), regia di Howard Hawks (1944)
61. Colazione da Tiffany (Breakfast at Tiffany's), regia di Blake Edwards (1961)
62. L'appartamento (The Apartment), regia di Billy Wilder (1960)
63. Aurora (Sunrise), regia di Friedrich Wilhelm Murnau (1927)
64. Marty, vita di un timido (Marty), regia di Delbert Mann (1955)
65. Gangster Story (Bonnie and Clyde), regia di Arthur Penn (1967)
66. Manhattan, regia di Woody Allen (1979)
67. Un tram che si chiama Desiderio (A Streetcar Named Desire), regia di Elia Kazan (1951)
68. Ma papà ti manda sola? (What's Up, Doc?), regia di Peter Bogdanovich (1972)
69. Harold e Maude (Harold and Maude), regia di Hal Ashby (1971)
70. Ragione e sentimento (Sense and Sensibility), regia di Ang Lee (1995)
71. Agonia sui ghiacci (Way Down East), regia di David Wark Griffith (1920)
72. Roxanne, regia di Fred Schepisi (1987)
73. Il fantasma e la signora Muir (The Ghost and Mrs. Muir), regia di Joseph L. Mankiewicz (1947)
74. La donna del giorno (Woman of the Year), regia di George Stevens (1942)
75. Il presidente - Una storia d'amore (The American President), regia di Rob Reiner (1995)
76. Un uomo tranquillo (The Quiet Man), regia di John Ford (1952)
77. L'orribile verità (The Awful Truth), regia di Leo McCarey (1937)
78. Tornando a casa (Coming Home), regia di Hal Ashby (1978)
79. Figlia del vento (Jezebel), regia di William Wyler (1938)
80. Lo sceicco (The Sheik), regia di George Melford (1921)
81. Goodbye amore mio! (The Goodbye Girl), regia di Herbert Ross (1977)
82. Witness - Il testimone (Witness), regia di Peter Weir (1985)
83. Marocco (Morocco), regia di Josef von Sternberg (1930)
84. La fiamma del peccato (Double Indemnity), regia di Billy Wilder (1944)
85. L'amore è una cosa meravigliosa (Love Is a Many-Splendored Thing), regia di Henry King (1955)
86. Notorious - L'amante perduta (Notorious), regia di Alfred Hitchcock (1946)
87. L'insostenibile leggerezza dell'essere (The Unbearable Lightness of Being), regia di Philip Kaufman (1988)
88. La storia fantastica (The Princess Bride), regia di Rob Reiner (1987)
89. Chi ha paura di Virginia Woolf? (Who's Afraid of Virginia Woolf?), regia di Mike Nichols (1966)
90. I ponti di Madison County (The Bridges of Madison County), regia di Clint Eastwood (1995)
91. Una donna in carriera (Working Girl), regia di Mike Nichols (1988)
92. Porgy and Bess, regia di Otto Preminger (1959)
93. Dirty Dancing, regia di Emile Ardolino (1987)
94. Brivido caldo (Body Heat), regia di Lawrence Kasdan (1981)
95. Lilli e il vagabondo (Lady and the Tramp), regia di Clyde Geronimi, Wilfred Jackson, Hamilton Luske (1955)
96. A piedi nudi nel parco (Barefoot in the Park), regia di Gene Saks (1967)
97. Grease, regia di Randal Kleiser (1978)
98. Notre Dame (The Hunchback of Notre Dame), regia di William Dieterle (1939)
99. Il letto racconta (Pillow Talk), regia di Michael Gordon (1959)
100. Jerry Maguire, regia di Cameron Crowe (1996)